# Winchester M12
 (octobre 2018).
Si vous disposez d'ouvrages ou d'articles de référence ou si vous connaissez des sites web de qualité traitant du thème abordé ici, merci de compléter l'article en donnant les références utiles à sa vérifiabilité et en les liant à la section « Notes et références ».
Pour les articles homonymes, voir M12.

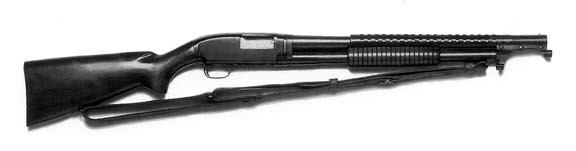
Le fusil à pompe Winchester 1912 en version US Army ou « Trench Gun » (fusil de tranchée).

Le Winchester Model 1912 est le premier fusil à pompe à connaître le succès. Il prend la succession du Winchester M97. Le fabricant US va créer sur cette base les Winchester Modèle 25 et Winchester Modèle 42.

## Présentation
Le Modèle 1912 est une évolution du Winchester M97 conçu par John Browning. Lancé en 1912, le M12 est une version simplifiée dans laquelle le chien externe a disparu. Jusqu'en 1965, plus de 2 millions de M12 sont vendus. C'est l'élévateur qui verrouille la culasse en prenant appui sur la carcasse. Le M12 est livré en calibre 12 et 16 et propose de nombreuses longueurs de canons. Il existe aussi en version démontable.

## Utilisation militaire
Durant la Première Guerre mondiale, les militaires des États-Unis utilisent une version à canon court et tenon de baïonnette, appelée « Trench Gun » (fusil de tranchée). La rapidité de la manœuvre de la pompe du M12 et sa capacité de 6 coups le rendent efficace pour les nettoyeurs de tranchées. Il est remis en service en nombre réduit dans l'US Army et l'US Marine Corps durant la Seconde Guerre mondiale, la guerre de Corée et enfin la guerre du Viêt Nam.

## Utilisation policière
Appelés Riot Guns (fusils anti-émeutes), les M12 destinés à un usage policier sont très proches de la version militaire de la Grande Guerre. Le canon est ainsi court (45,7 ou 50,8 cm) mais ne reçoit pas de baïonnette. Il équipa de nombreux services de polices aux États-Unis et arma les gardiens des pénitenciers de nombreux États.

## Fiche technique du M12 version militaire/police
- Calibre : 12
- Canon : 51 cm
- Longueur : 100,3 cm
- Masse du fusil vide : 
  - en version police : 3,3 kg
  - en version militaire : 3,6 kg
- Capacité du magasin : 6 coups

## Fiche technique du M12 version Chasse/Skeet/Tir aux pigeons d'argile
- Calibre : 12
- Canon : 66/71/76 cm
- Longueur totale : 115-125 cm
- Masse du fusil vide : 3,5-3,9 kg
- Capacité du magasin : 6 coups

## Apparition dans les œuvres de fiction
Cette liste n'est pas exhaustive.

### Cinéma
Il y est souvent employé :
- La Grande Évasion (1941)
- Le Ruffian
- La Horde sauvage
- L'Inspecteur Harry
- Les Incorruptibles
- Torque
- Vengeance froide
- La Ligne verte
- Slevin
- Transformers
- Gangster Squad

## Sources
- J.C ALLADIO, La Winchester, éditions du Guépard, Paris, 1981.